# (11491) 1988 VT2
(11491) 1988 VT2 est un astéroïde de la ceinture principale d'astéroïdes de 6,391 km de diamètre découvert en 1988.

## Description
(11491) 1988 VT2 a été découvert le 8 novembre 1988 à Kushiro (Japon) par Seiji Ueda et Hiroshi Kaneda.

### Caractéristiques orbitales
L'orbite de cet astéroïde est caractérisée par un demi-grand axe de 2,40 UA, un périhélie de 1,99 UA, une excentricité de 0,17 et une inclinaison de 1,64° par rapport à l'écliptique. Du fait de ces caractéristiques, à savoir un demi-grand axe compris entre 2 et 3,2 UA et un périhélie supérieur à 1,666 UA, il est classé, selon la JPL Small-Body Database, comme objet de la ceinture principale d'astéroïdes.

### Caractéristiques physiques
(11491) 1988 VT2 a une magnitude absolue (H) de 14,7 et un albédo estimé à 0,063, ce qui permet de calculer un diamètre de 6,391 km. Ces résultats ont été obtenus grâce aux observations du Wide-field Infrared Survey Explorer (WISE), un télescope spatial américain mis en orbite en 2009 et observant l'ensemble du ciel dans l'infrarouge, et publiés en 2011 dans un article présentant les premiers résultats concernant les astéroïdes de la ceinture principale.